# Кордильерский административный регион
Кордильерский административный регион (CAR) (таг. Rehiyong Pampangasiwaan ng Cordillera) – один из 17 регионов Филиппин.

## География
Расположен на севере центральной части острова Лусон, занимает территорию Центральной Кордильеры – самых высоких гор страны.

## Административное деление

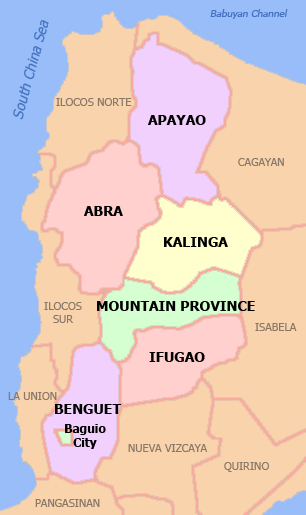
Провинции региона

В административном отношении делится на 6 провинций и 1 город, Багио, которые в свою очередь подразделяются на 75 муниципалитетов и 1 176 барангаев.
| № | Провинция/Город | Провинция/Город       | Административный центр | Население, чел. (2010) | Площадь, км² | Плотность, чел./км² |
| - | --------------- | --------------------- | ---------------------- | ---------------------- | ------------ | ------------------- |
| 1 |                 | Абра                  | Бангед                 | 234 733                | 3 975,6      | 59,04               |
| 2 |                 | Апаяо                 | Кабугао                | 112 636                | 3 927,9      | 28,68               |
| 3 |                 | Бенгет                | Ла-Тринидад            | 403 944                | 2 597,9      | 155,49              |
| 4 |                 | Ифугао                | Лагаве                 | 191 078                | 2 517,8      | 75,89               |
| 5 |                 | Калинга               | Табук                  | 201 613                | 3 119,7      | 64,63               |
| 6 |                 | Горная провинция      | Бонток                 | 154 187                | 2 097,3      | 73,52               |
|   |                 |                       |                        |                        |              |                     |
|   |                 | Багио (входит Бенгет) | —                      | 318 676                | 57,5         | 5 542,19            |
|   | Всего           |                       |                        | 1 616 867              | 18 293,7     | 88,38               |

## Экономика
Имеются значительные запасы полезных ископаемых: золота, меди, серебра, цинка, а также песка, гравия и серы. Добыча сконцентрирована в провинции Бенгет. Города Багио и Ла-Тринидад – важные промышленные центры региона.